# طيران أسيا الهند
طيران أسيا الهند (بالإنجليزية: AirAsia India) هي شركة طيران منخفضة التكلفة هندية، مركزها الرئيسي في تشيناي، الهند. وهي مشروع مشترك مع شركة طيران آسيا برهاد القابضة والتي تمتلك حصة 49٪، وتاتا سونز (Tata Sons) القابضة والتي تمتلك حصة 40.06٪ وأرون باتيا القابضة بالحصة المتبقية وقدرها 10٪ من خلال شركتها، تليسترا تراديبلاس. بدأت شركة طيران آسيا الهند عملياتها في 12 يونيو 2014 انطلاقا من مطار كيمبيغودا الدولي في بنغالور كمركز رئيسي لها.
طيران أسيا الهند هي أول شركة طيران أجنبية تأسس شركة تابعة في الهند وشهدت الشركة عودة تاتا إلى صناعة الطيران بعد 60 عاما، بعد أن تخلت عن طيران الهند في عام 1946. اعتبارا من مايو 2017، كانت طيران أسيا الهند هي رابع أكبر شركات الطيران منخفضة التكلفة في الهند، بعد خطوط إنديقو، سبايس جيت وغو إير مع حصة في السوق تبلغ 3.3٪.

## الوجهات
تشغل طيران أسيا الهند حاليا رحلات إلى الوجهات التالية في الهند.
| الولاية       | المدينة        | المطار                                           | بدأت             | أنتهت        | مرجع   |
| ------------- | -------------- | ------------------------------------------------ | ---------------- | ------------ | ------ |
| أندرا برديش   | فيساخاباتنام   | مطار فشاكاباتنم ‏                                 | 18 يونيو 2015    | حتى الآن     | [ 1 ]  |
| آسام          | جواهاتي        | Lokpriya Gopinath Bordoloi International Airport | 21 مايو 2015     | حتى الآن     | [ 2 ]  |
| شانديغار      | شانديغار       | Chandigarh International Airport                 | 5 سبتمبر 2014    | حتى الآن     | [ 3 ]  |
| دلهي          | دلهي           | مطار انديرا غاندي الدوليHub                      | 21 مايو 2015     | حتى الآن     | [ 2 ]  |
| غوا           | غوا            | مطار غوا الدولي                                  | 12 يونيو 2014    | حتى الآن     | [ 4 ]  |
| جامو وكشمير   | سريناغار       | مطار سرينغر ‏                                     | 19 فبراير 2017   | حتى الآن     |        |
| جهارخاند      | رانشي          | Birsa Munda Airport                              | 15 أبريل 2017    | حتى الآن     | [ 5 ]  |
| كارناتاكا     | بنغالور        | مطار كيمبيغودا الدوليHub                         | 12 يونيو 2014    | حتى الآن     | [ 4 ]  |
| كيرلا         | كوتشي (كيرالا) | مطار كوتشين                                      | 20 يونيو 2014    | حتى الآن     | [ 6 ]  |
| ماهاراشترا    | بونه           | مطار بوني الدولي                                 | 18 December 2014 | حتى الآن     | [ 7 ]  |
| مانيبور       | إمفال          | Imphal International Airport                     | 25 يونيو 2015    | حتى الآن     | [ 8 ]  |
| أوديشا        | بوبانسوار      | Biju Patnaik International Airport               | 1 August 2017    | حتى الآن     |        |
| راجستان       | جايبور         | مطار جايبور الدولي                               | 5 سبتمبر 2014    | حتى الآن     | [ 3 ]  |
| تاميل نادو    | تشيناي         | مطار تشيناي الدولي                               | 19 يونيو 2014    | 2 أبريل 2015 | [ 9 ]  |
| تيلانغانا     | حيدر آباد      | مطار راجيف غاندي الدولي                          | 22 سبتمبر 2016   | حتى الآن     | [ 10 ] |
| بنغال الغربية | باغدوغرا       | مطار باغدوغرا                                    | 19 فبراير 2017   | حتى الآن     |        |
| بنغال الغربية | كلكتا          | مطار نيتاجي سوبهاس شاندرا بوس الدوليHub          | 15 أبريل 2017    | حتى الآن     | [ 5 ]  |

## أسطول

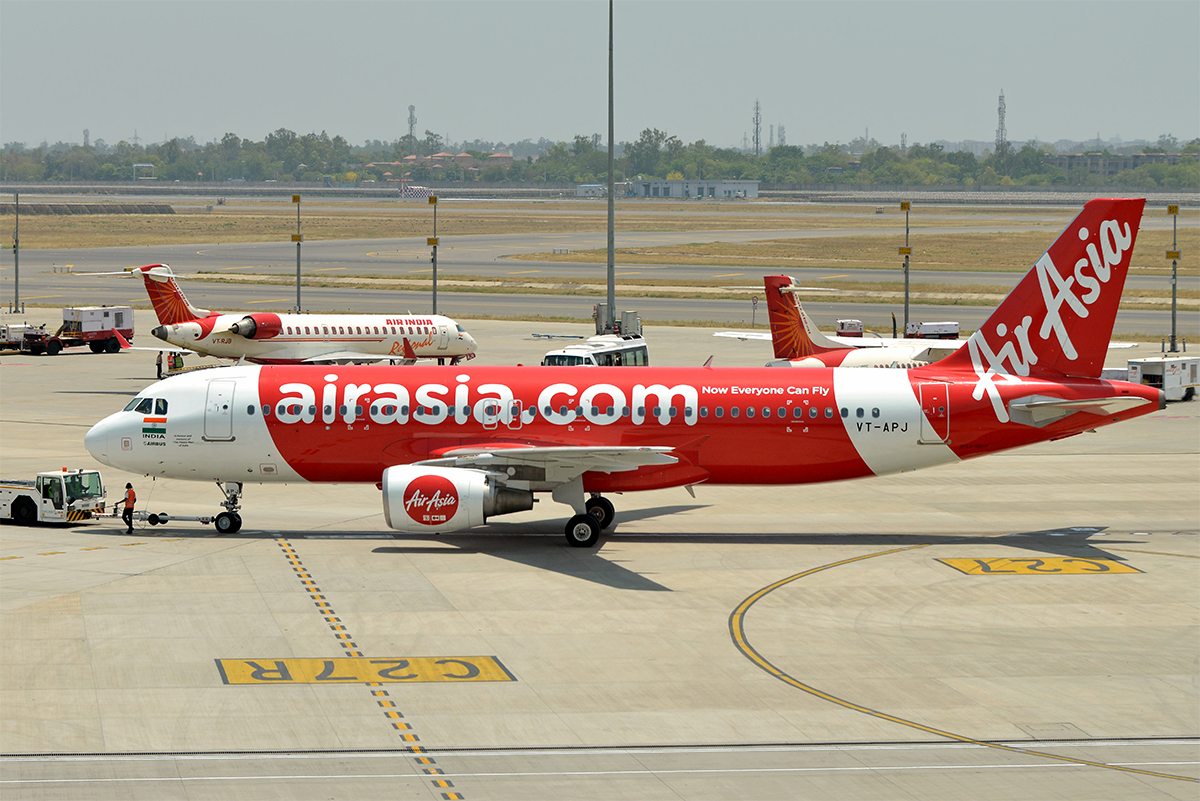
تستخدم شركة طيران أسيا الهند أسطولا من طائرات إيرباص A320

حتى يوليو 2017، كان طيران أسيا الهند يشغل الطائرات التالية:
| طائرات         | في الخدمة | أوامر | ركاب | ملاحظات |
| -------------- | --------- | ----- | ---- | ------- |
| إيرباص إيه 320 | 13        | —     | 180  |         |
| مجموع          | 13        | 0     |      |         |

## روابط خارجية
- الموقع الرسمي

قالب:AirAsia
قالب:Airlines of India
قالب:Tata Group